# ISO 3166-2:DE
کد ISO 3166-2:DE بخشی از استاندارد ایزو ۳۱۶۶ برای کشور آلمان است که توسط سازمان بین‌المللی استانداردسازی ISO تنظیم شده‌است این سازمان، کدهای استاندارد را برای تقسیمات کشوری (ایالت‌ها یا استان‌های) کشورهای فهرست شده در استاندارد ایزو ۳۱۶۶-۱ تعریف می‌کند.
هر کد شامل دو بخش می‌گردد که توسط علامت - جدا می‌گردند.
- بخش نخست DE که در ایزو ۳۱۶۶-۱ آلفا-۲ کد  کشور آلمان است.
- بخش دوم شامل یک یا دو یا سه حرف است که بیان‌کننده استان یا ایالت کشور آلمان می‌باشد.

## کدها
| #  | کدها  | Land              |
| -- | ----- | ----------------- |
| 1  | DE-BW | بادن-وورتمبرگ     |
| 2  | DE-BY | بایرن             |
| 3  | DE-BE | برلین             |
| 4  | DE-BB | براندنبورگ        |
| 5  | DE-HB | برمن (ایالت)      |
| 6  | DE-HH | هامبورگ           |
| 7  | DE-HE | هسن               |
| 8  | DE-MV | مکلنبورگ-فورپومرن |
| 9  | DE-NI | نیدرزاکسن         |
| 10 | DE-NW | نوردراین-وستفالن  |
| 11 | DE-RP | راینلاند-فالتز    |
| 12 | DE-SL | زارلاند           |
| 13 | DE-SN | زاکسن             |
| 14 | DE-ST | زاکسن-آنهالت      |
| 15 | DE-SH | اشلسویگ-هولشتاین  |
| 16 | DE-TH | تورینگن           |